# Carlos Valderrama Cordero
Carlos Alberto Valderrama Cordero (30 de noviembre de 1977, Bachaquero, Zulia) fue un jugador de béisbol de Venezuela.

## Trayectoria
Fue un outfielder en las Ligas Mayores y bateador diestro que estuvo en siete juegos con los Gigantes de San Francisco en 2003. Se vio obstaculizado por las lesiones a lo largo de sus nueve años de carrera en la liga menor, aunque jugó en más de 100 juegos en cuatro años.
Tenía una carrera media de .298 con 57 cuadrangulares, 334 RBI, 427 carreras y 203 bases robadas en 729 juegos.
- Datos: Q5752015
- Multimedia: Carlos Valderrama / Q5752015